# Comuna Novohrîstoforivka, Novîi Buh
Novohrîstoforivka (în ucraineană Новохристофорівка) este o comună în raionul Novîi Buh, regiunea Mîkolaiiv, Ucraina, formată din satele Cernihivka, Loțkîne, Novohrîstoforivka (reședința) și Parhomivka.

## Demografie
Componența lingvistică a comunei Novohrîstoforivka
     Ucraineană (92,53%)
     Rusă (4,68%)
     Română (2,28%)
     Alte limbi (0,38%)
Conform recensământului din 2001, majoritatea populației comunei Novohrîstoforivka era vorbitoare de ucraineană (92,53%), existând în minoritate și vorbitori de rusă (4,68%) și română (2,28%).